# Michaił Jurkin
Michaił Grigorjewicz Jurkin, ros. Михаил Григоревич Юркин (ur. 15 października?/28 października 1900 w Torbiejewie, późniejszy obwód kirowski, zm. 15 czerwca 1972 w Moskwie) – generał brygady Ludowego Wojska Polskiego.

## Życiorys
W 1918 skończył szkołę średnią, pracował jako uczeń stolarski, później robotnik fabryczny w Biełoriecku, później magazynier w urzędzie komisarza wojennego w Ufie. W sierpniu 1919 został powołany do Armii Czerwonej i skierowany do zapasowego pułku w Czystopolu, od 1920 był dowódcą plutonu Anadyrze i następnie żołnierzem 211 pułku piechoty 24 Samarskiej Dywizji Piechoty w Lityniu. Po ukończeniu w sierpniu 1926 Szkoły Dowódców im. Lenina w Uljanowsku służył w wojskach OGPU w Nowosybirsku i potem w Sołniecznogorsku (obwód moskiewski), gdzie ukończył kursy Wystrieł. Następnie ponownie służył w Nowosybirsku i później w Omsku m.in. jako szef sztabu pułku wojsk OGPU. Po ukończeniu w 1937 Akademii Wojskowej im. Frunzego zajmował stanowiska w szkolnictwie wojskowym, w październiku 1938 został szefem oddziału służby i przygotowania bojowego Dowództwa Komendy Kremla, w kwietniu 1939 otrzymał stopień pułkownika, a w maju 1939 został zastępcą komendanta Kremla. Od lipca 1942 pełnił funkcję szefa wydziału operacyjnego Głównego Dowództwa Wojsk Wewnętrznych NKWD w Moskwie, od 9 sierpnia 1942 do 29 stycznia 1943 przebywał na leczeniu, następnie został komendantem 1 Moskiewskiej Szkoły Karabinów Maszynowych w Riazaniu. 17 marca 1944 jako pułkownik w 1 Korpusie Polskich Sił Zbrojnych w ZSRR, komendant Oficerskiej Szkoły Piechoty w Riazaniu. Uchwałą Krajowej Rady Narodowej z 3 listopada 1944 otrzymał stopień generała brygady WP. Komendant OSP nr 1, Wyższej Szkoły Piechoty, Centrum Wyszkolenia Piechoty. W grudniu 1946 odwołany, w styczniu 1947 powrócił do ZSRR, do dyspozycji Głównego Zarządu Kadr Armii Radzieckiej. Mieszkał w Riazaniu, później w Moskwie, gdzie zmarł i prawdopodobnie został pochowany.

## Odznaczenia
- Krzyż Komandorski Orderu Odrodzenia Polski (1944)
- Order Krzyża Grunwaldu III klasy
- Złoty Krzyż Zasługi (1946)
- Order Lenina
- Order Czerwonego Sztandaru
- Medal „Za Odwagę” (1940)
- Medal „Za obronę Moskwy”